# Alfa Romeo Spix
Pour les articles homonymes, voir Alfa Romeo et Spix.
L'Alfa Romeo Spix concept ou The flying concept car est un concept-car GT fictif à lévitation par sustentation électromagnétique de 2006, du constructeur automobile italien Alfa Romeo, et du designer studio Creatix.

## Historique
Ce concept car coupé au design futuriste de science-fiction, inspiré entre autres des Alfa Romeo Nuvola (1996), Alfa Romeo Brera (2005), Alfa Romeo Spider (2006), et auto-tamponneuse..., avec portes en élytre, toit vitré, et tableau de bord entièrement numérique, est créé par le studio Creatix en 2006.
Il est animé par effet de lévitation à sustentation électromagnétique (à l'image des Ford Levicar de 1959, Hoverboard de Marty McFly et de l'inventeur Emmett Brown, de la célèbre saga de film de science fiction Retour vers le futur des années 1980, ou des projets fictifs de Renault Float Air Car, et Volkswagen Hover Car Concept virtuel, ou des taxi robot, train à sustentation magnétique, Hyperloop, ou aérotrain...). La mise en œuvre de ce type de propulsion impliquerait des champs magnétiques générés par de puissants électroaimants de type supraconducteur, et des bandes magnétiques intégrées dans le réseau routier.